# SSC Bari
Società Sportiva Calcio Bari este un club de fotbal din Bari, Italia, care evoluează în Serie B. Echipa își susține meciurile de acasă pe Stadio San Nicola cu o capacitate de 58.270 locuri.